# 彼女のサーブ&レシーブ
彼女のサーブ&レシーブ（かのじょのサーブ&レシーブ）は、日本の女性アイドルユニット。ラフェイスプロ所属。略称・旧ユニット名は『カノサレ』。

## 概要
福岡にて松尾宗能・長瀬五郎（インスタントシトロン）・スセンジーナを中心とするプロデュースチームNEW TOWN REVUEのもと、初代「フューチャーテニスアイコン」のコンセプトで活動していた浦郷えりかが女優活動に専念するため、歌手を引退。その楽曲とコンセプトを継承するアイドルプロジェクト（ローカルアイドル）として誕生した。
初期ではテニスウェア風の衣装にラケットを持ったスタイルで、東京を拠点とする「彼女のサーブ」と福岡を拠点とする「彼女のレシーブ」として各々ソロ活動、2人で活動する場合は「ダブルス」と呼んでいた。なおメンバーは実際のテニスをやった事がなかった。
当初、アイドルグループ「ラフ☆ちっく」元メンバーのあおぎが東京で「彼女のサーブ」、福岡では当時読者モデルのくわはらゆみが「彼女のレシーブ」としてデビュー、2017年4月5日に初のシングル「スキッ!〜LoveMagic〜」の配信が開始されたが、同日くわはらが「テニス肘を発症。今季の復帰は絶望的」という名目で脱退を婉曲的に発表。
あおぎは2017年4月15日に新宿LOFTでデビュー戦（初ライブ）を行った。一方、急遽ラフ☆ちっくのリーダー・えりんこ（えり）が2代目彼女のレシーブを襲名、6月14日に初ライブを行った後、6月25日には恵比寿BATICAで初の「ダブルス」を披露した。
2017年5月、松尾がHDDに保存していた制作データがクラッシュ。そのデータをサルベージして1stアルバムを制作するクラウドファンディングには、目標の50万円を上回る支援が集まった。12月30日にはそのリターンとしてリリースパーティーが開催された。
2020年、「テニス」のコンセプトおよび「彼女のサーブ」「彼女のレシーブ」の呼称を解消。衣装も変更し、2021年4月より正式名を『カノサレ』としたが、2023年夏季の野外ライブより再度テニスウェア風衣装となり、2024年11月より『彼女のサーブ&レシーブ』へ再改名した。

## 略歴

### 2017年
- 4月5日、1stシングル「スキッ! 〜Love Magic〜」配信開始。
- 4月15日、彼女のサーブ（あおぎ）がデビュー戦。
- 6月14日、2代目彼女のレシーブ（えり）がデビュー。
- 6月25日、初の「ダブルス」。
- 12月30日、1stアルバム『サービス・エース』をリリース。 渋谷・LOUNGE NEOでリリースパーティーを開催。

### 2018年
- 8月5日、『サービス・エース』が全国流通（タワーレコード、Amazon.com等）開始。
- 8月31日、Dues新宿にてO'CHAWANZと合同リリースイベント。彼女のサーブはWEST SIDE PRINT CLUBとしても出演[9]。
- 9月26日、初のアナログレコード盤「Cheerio! c/w Racket Love」がなりすレコードよりリリース[10]。

### 2019年
- 2月23日、『SERVICE ACE -改訂版-』（『サービス・エース』に「One」を追加）をリリース。
- 3月よりタワーレコード・HMV各店、六本松蔦屋書店、ヴィレッジヴァンガード渋谷本店 他にて963と合同リリースイベント。
- 9月7日、テレビ大阪『濱口女子大学 〜街とテントと鈴木拓〜』出演。

### 2020年
- 10月28日、ABEMA SPECIAL『矢口真里の火曜The NIGHT』出演[2]。
- 12月12日、2ndアルバム『kanosare』をリリース。
- 12月よりヴィレッジヴァンガード渋谷本店、新天町ミュージックプラザインドウ 他にて963と合同リリースイベント。

### 2021年
- 4月1日、ユニット名を『カノサレ』に変更。
- 7月・10月、インスタントシトロンのアルバム復刻に伴い、松尾・長瀬らによるトークイベント・音楽ライブに出演[11][12]。
- 11月27日、主催「UNDERPASS」（渋谷・CIRCUS Tokyo）でのえり生誕ライブを機に、松尾・長瀬らを迎え東京初のバンド編成。

### 2022年
- 2月23日、シングル「ベランダにて」デジタル配信リリース。
- 3月19日、福岡市科学館ドームシアター（プラネタリウム）イベント『COSMIC DANCE ～音で紡ぐインターステラ～』出演[13]。
- 4月22日、初MV「STILL BE SHINE」公開。
- 5月11日、公式YouTubeチャンネルにてトーク配信『Morning KanosaRadio』開始（毎週水曜日更新）。
- 10月19日、963との合同ユニット『4/7（ナナブンノヨン）』デビュー曲「LOVE＆GIRLS」配信開始[14]。
- 12月24日、「UNDERPASS」にて『4/7』ステージデビュー[注 3]。

### 2023年
- 3月、あおぎが2023 BEST OF MISS TOKYOファイナリストに選出[15]。4月、決勝大会にて審査員特別賞（KMB賞）を受賞[16]。
- 4月23日、ラフェイスプロ・SecondFactory・TRASH-UP!!合同ライブ企画『LLC（LOVE LIVE CLUB）』開始[17]。以降月一回開催しレギュラー出演。
- 6月17日 - 7月2日、TRASH-UP!!主催企画『アイドルと芸術』に初参加[18]。
- 7月16日、MilkShake(ミルクセーキ)主催イベント「ミルクセーキは食べ物ですvol.100」（稲佐山公園野外ステージ）に参加。あおぎの出身地である長崎で初ライブ[19]。
- 10月21日、福岡市主催イベント「The Creators」にて、えりがシティ・ポップカバープロジェクト『COMPACT CITY』メンバーとしてステージ出演[20]。
- 10月28日、イベント『ナインティナインのオールナイトニッポン歌謡祭』（横浜アリーナ）に4/7としてサプライズゲスト出演[21]。

### 2024年
- 2月よりリリースの音楽活動サポートアプリ「muside」アンバサダーの一組に任命[22]。
- 2月22日、シングル「カノサレの!気楽にいこうぜ」「魔法少女だった頃には」デジタル配信リリース。
- 8月15日、東京・青山月見ル君想フにて、FAREWELL, MY L.u.vとのバンド編成ツーマンライブ「『The Band』 ～カノサレバンド×フェアラブバンド～」を開催[23]。
- 11月7日、デビュー初期に歌っていた「さよならサンセット」（Hypstone Friendsのカバー）を復活させ、新たにMVを公開。これを機にユニット名を『彼女のサーブ&レシーブ』へ再改名。
- 12月13日、神戸三宮アゲハベースにて、イエスハッピー!とのツーマンイベント『KANOHAPI』を開催[24]。

### 2025年
- 2月より、アルバム発売に先駆けタワーレコード各店、ヴィレッジヴァンガード他にてリリースイベント。
- 4月16日、3rdアルバム『気楽にいこうぜ!』をリリース。
- 7月4日、4/7として山梨学院大学『第22回アルテア七夕まつり』にステージ出演、エフエム甲府『フリーダム!』出演[25][26]。

## メンバー
| 名前                              | 生年月日（年齢）      | 出身地 | 愛称                          | プロフィール・備考 |
| --------------------------------- | --------------------- | ------ | ----------------------------- | --- |
| あおぎ（安達 葵袖） あだち あおぎ | 1999年3月4日（26歳）  | 長崎県 | ぎーちゃん 旧名：彼女のサーブ | 963の初代メンバーとして2013年デビュー、2014年末活動休止。 2015年4月1日結成のラフ☆ちっくに所属していたが、大学進学での上京に伴い2017年2月12日卒業。 2018年4月24日、O'CHAWANZ内ヒップホップユニット・WEST SIDE PRINT CLUBにMCあおぎとして加入。 2019年3月9日、アイドルユニット・最高じぇねれーしょんに加入、兼任（2021年11月23日活動終了）。 2023 BEST OF MISS TOKYOファイナリスト・審査員特別賞。 |
| えり（畠山 英莉） はたけやま えり | 2000年11月7日（24歳） | 福岡県 | えりんこ 旧名：彼女のレシーブ | 2014年7月に結成された963の妹分グループ・369（みるく）に所属、2015年3月31日解散。 ラフ☆ちっくに所属、2代目彼女のレシーブ襲名後も兼任していたが、2018年4月1日兼任終了。 2019年3月12日、SUMMER ROCKETの期間限定メンバーとして加入。同年5月13日兼任終了。 ソロや長瀬とのデュオ「長瀬と畠山」で、カバー曲・自作曲のギター弾き語りも行っている。                                                       |

## 作品

### シングル
| 作品名        | 発売日                    | 品番         | 備考              |
| ------------- | ------------------------- | ------------ | ----------------- |
| 2018年9月26日 | Cheerio! / Racket Love    | NRSP-751     | 7インチ・レコード |
| 2022年2月23日 | ベランダにて              | デジタル配信 |                   |
| 2024年2月22日 | カノサレの!気楽にいこうぜ | デジタル配信 |                   |
| 2024年2月22日 | 魔法少女だった頃には      | デジタル配信 |                   |

### 限定CD-R
- スキッ! 〜Love Magic〜（2017年4月5日配信/2017年5月5日『南波一海のアイドル三十六房』でCD-Rを30枚限定で販売/2017年8月6日CD-R販売）
- スキッ! Love Magic 大濠DEMO MIX（2017年9月3日）
- Racket Love 仮Mix（2017年10月14日）
- セ・ン・パ・イ・Holic! 60's MIX（2017年10月14日）
- セ・ン・パ・イ・Holic! 80's MIX（2017年10月14日）
- 恋はなにいろ 大濠POP MODEL DEMO（2017年）
- Cheerio!!! Teenage R&R ver.（2017年）
- ドキドキ♥エデンの恋ひらり ～大名 step on mix～（2017年）
- 色づく季節 大濠マッドチェスターMIX（2017年）
- ベランダにて Torikai 3am MIX（2021年）
- You will be alright（2025年4月16日、インストアイベント限定特典）

### 参加作品
4/7（ナナブンノヨン）
- LOVE＆GIRLS（2022年10月19日、 デジタル配信）
- 春風プリズム（2023年9月、 限定CD-R）
- ロマンティックハイウェイ（2023年9月、 限定CD-R）
- POPCORN（2023年10月6日、限定CD-R）

その他
- The Bremenrocks「The Bremenrocks」（2024年2月7日、えり：フィーチャリングボーカル）[35]

### MV
| 監督                         | 曲名                   |
| YaungTa o（MADE IN HEPBURN） | 「STILL BE SHINE」     |
| バーバリアン谷川・矢部美幸   | 「さよならサンセット」 |

## 出演

### 映画
- なつやすみの巨匠（2015年）蓮 役（あおぎ）[37]
- ファンファーレ（2023年）（あおぎ）

### テレビ
- 徳井健太のアイドル理論（2019年6月25日、ひかりTV4K）（えり）
- 濱口女子大学 〜街とテントと鈴木拓〜（2019年9月7日、テレビ大阪）
- 全力坂（2021年3月3日・3月9日、テレビ朝日）（あおぎ）
- 村井の恋 第5話（2022年5月3日、TBS）（あおぎ）[38]

### ラジオ
- アイドル放送局〜隣のあの子もアイドルだ！〜（2017年10月12日・10月19日、FMおだわら）
- はみだし しゃべくりラジオ キックス（2024年6月21日、YBSラジオ）
- フリーダム!（2025年7月4日、エフエム甲府）（『4/7』で出演）

### Web番組
- 南波一海のアイドル三十六房（2017年5月4日（彼女のサーブ（あおぎ）のみ）、2021年3月4日（無観客配信）、2023年10月6日（『4/7』で出演）、2025年2月6日、タワレコTV）
- 矢口真里の火曜The NIGHT（2020年10月28日、ABEMA SPECIAL[39]） - あおぎは翌週11月5日にも「最高じぇねれーしょん」メンバーとして出演。

### CM
- 西日本鉄道Web CM「空気イス女子高生」（2016年）（あおぎ）[40]
- TBSインフォマーシャル「上京日記」（2022年）（あおぎ）[41]

### MV
- YOUND「なだらかな日」（えり）[42]